# Гофтман, Михаил Владимирович
Михаил Владимирович Гофтман (при рождении Моисей Вульфович Гофтман; 13 декабря 1896, Екатеринослав — 17 января 1971, Свердловск) — советский учёный, специалист в области углехимии, доктор технических наук (1944), профессор (1941).

## Биография
Родился 13 декабря (по старому стилю) 1896 года в Екатеринославе в семье витебского (впоследствии екатеринославского) мещанина, парикмахера Симхи-Вульфа Мовшовича-Неуховича Гофтмана (1867—?) и Этели (Эти) Мовшевны (Моисеевны) Гофтман (в девичестве Мажировской, 1874—?), дочери константиноградского мещанина, заключивших брак там же 20 августа 1893 года. Участник гражданской войны. После окончания в 1922 году Харьковского технологического института в течение двух лет работал начальником угольной шахты в Чистяково.
В 1924 году поступил на работу в Украинский институт прикладной химии. На базе руководимой им угольной лаборатории в 1931 году был создан Украинский углехимический институт (УХИН).
В 1934—1937 годах работал главным инженером и научным руководителем Харьковского коксохимического завода — основной базы для проверки и освоения новых технологических процессов в коксохимии.
В годы Великой Отечественной войны работал начальником Центральной лаборатории Нижне-Тагильского коксохимического завода (1941—1942), затем (1942—1946) был научным руководителем Восточного углехимического института (ВУХИН) в г. Свердловске.
С 1947 года и до конца жизни работал в Уральском политехническом институте (УПИ), где в 1947—1970 годах заведовал кафедрой химической технологии топлива (ХТТ). М. В. Гофтман входил в научный совет Государственного комитета Совета министров СССР по координации научно-исследовательских работ.
Похоронен на Широкореченском кладбище Свердловска. Здесь же похоронены его жена (Ликина Анна Васильевна, 30.10.1903—04.12.1991) и тёща (Додица Наталья Ивановна, 22.08.1877—10.06.1949).

## Научная деятельность
Докторская диссертация М. В. Гофтмана посвящена очистке коксового газа от сероводорода с получением серной кислоты. Другие направления научной работы М. В. Гофтмана — комплексная переработка каменных и бурых углей, создание специальных видов кокса, комплексная переработка каменноугольной смолы с целью расширения ассортимента получаемых из неё продуктов. М. В. Гофтманом написаны несколько книг и свыше 150 статей. Его фундаментальный труд «Прикладная химия твёрдого топлива» (1963) на многие годы стал основным учебником для студентов и настольной книгой для инженеров и научных работников.

## Педагогическая деятельность
М. В. Гофтман организовал на кафедре ХТТ УПИ подготовку специалистов по производству углеграфитовых изделий и искусственному жидкому топливу. За период руководства М. В. Гофтманом кафедра ХТТ выпустила около 700 специалистов, а сам М. В. Гофтман подготовил 6 докторов и 30 кандидатов наук.